# Batalla de Marahui (2017)
La batalla de Marahui fue un enfrentamiento armado iniciado el martes 23 de mayo y terminado el 16 de noviembre de 2017 en la ciudad de Marahui (Lánao del Sur, Filipinas). El combate se originó por una operación de la policía y el Ejército filipino contra los grupos yihadistas Maúte y Abu Sayyaf —ambos afiliados al Estado Islámico—, con el fin de capturar al líder de esta última organización.

## Inicio

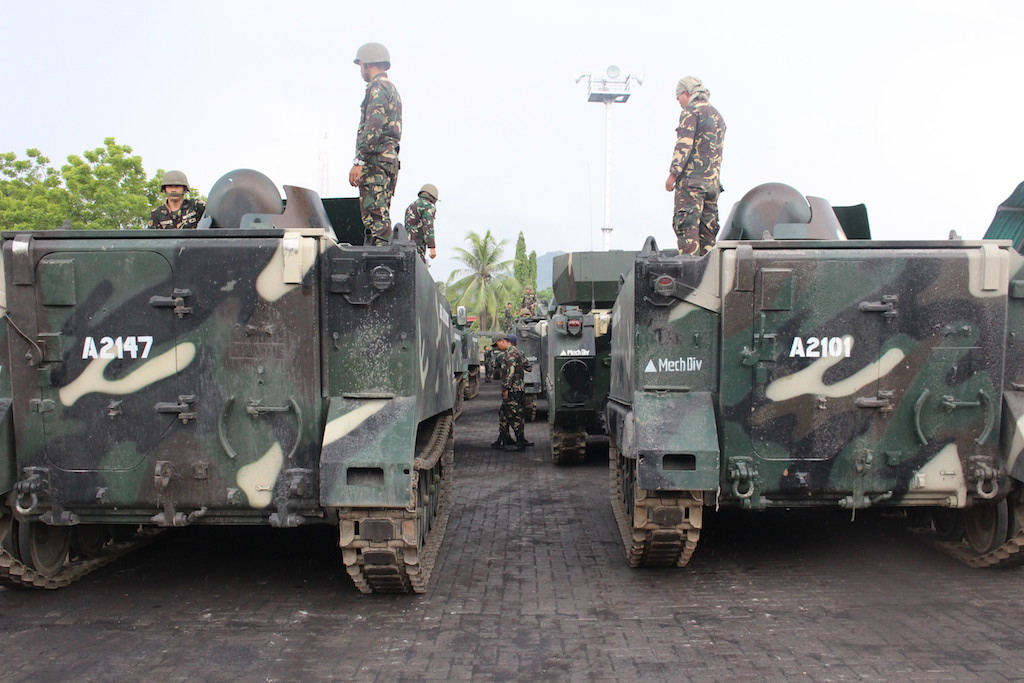
Fuerzas Armadas de Filipinas estacionadas en las afueras de Marahui

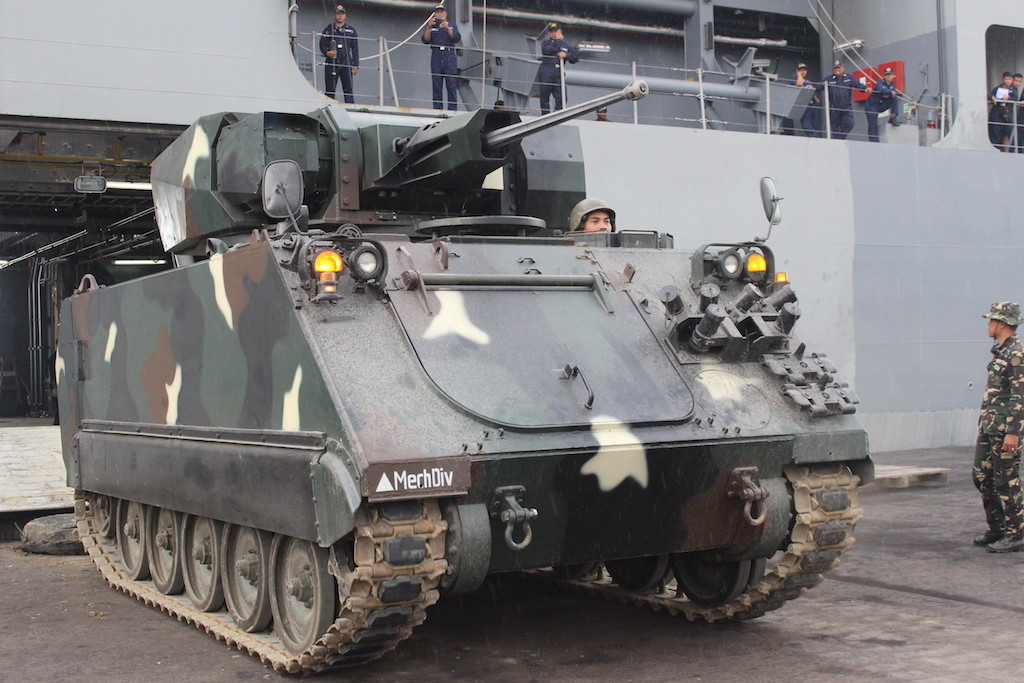
Un Transporte blindado de personal M-113 del ejército filipino desembarcando del LPD BRP Tarlac (LD-601)

De acuerdo con el Gobierno filipino, el enfrentamiento empezó a causa de una operación del ejército y la policía en Marahui con el objetivo de capturar a Isnilon Totoni Hapilon, líder del grupo yihadista Abu Sayyaf, que probablemente se encontraba en la ciudad para reunirse con militantes del grupo radical Maúte.
Un portavoz del Ejército filipino, el teniente coronel Jo-Ar Herrera, indicó que la confrontación comenzó en torno a las 2 de la tarde, cuando los habitantes de una de las barriadas de la urbe alertaron a las fuerzas de seguridad sobre la presencia de decenas de hombres armados en los alrededores. Una quincena de militantes se habían escondido en un apartamento de la localidad y entre ellos figuraba también uno de los personajes más buscados de Filipinas: Isnilon Totoni Hapilon, uno de los cabecillas más significados del movimiento Abu Sayyaf, por el que los Estados Unidos ofrece una recompensa de 5 millones de dólares.
La versión oficial señala que, al intentar capturar a Hapilon, la operación degeneró en una batalla campal, cuando otros guerrilleros yihadistas acudieron en su ayuda.
Los yihadistas ocuparon un hospital y la Alcaldía de Marahui, además de quemar iglesias, un centro educativo y una prisión, mientras que decenas de encapuchados recorrían las calles de la ciudad a bordo de vehículos portando banderas negras del Estado Islámico, según imágenes divulgadas por vecinos.
La Brigada 103 estacionada en la base militar de Campo Lánao también fue atacada por al menos 500 combatientes del Grupo Maute.
Las carreteras que conducen a Marahui fueron bloqueadas por las fuerzas de seguridad gubernamentales filipinas y combatientes del Grupo Maúte.

### 24 de mayo

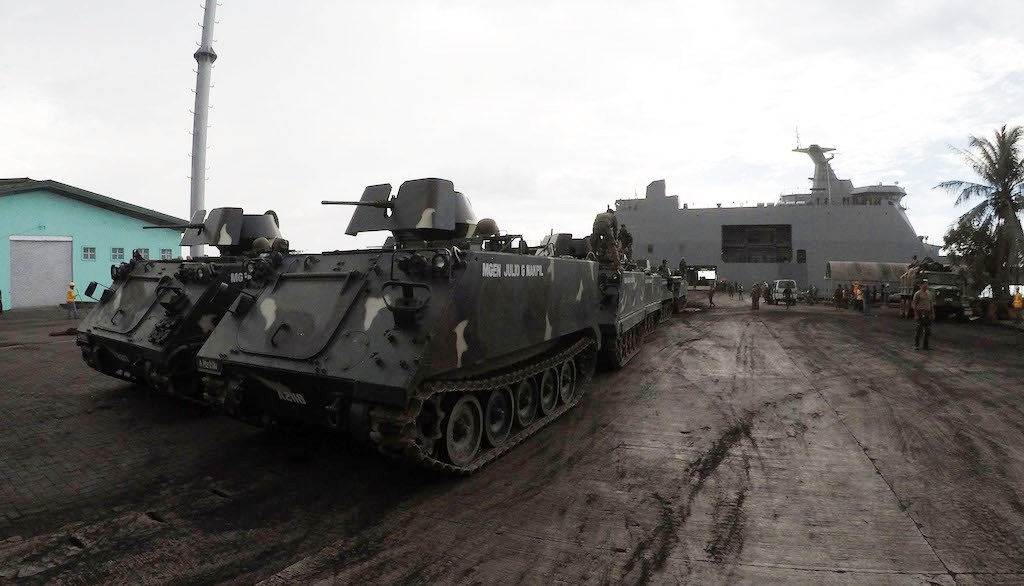
Transportes de personal M-113 del ejército filipino recién desembarcados

El 24 de mayo de 2017, las fuerzas militares filipanas adicionales llegaron al aeropuerto Laguindingán y recuperaron el control del Hospital Amai Pakpak. 120 civiles fueron utilizados como escudos humano por el Grupo Maúte fueron rescatados en hospital. Las tropas filipinas también rescataron el miércoles a por lo menos 42 maestros que fueron atrapados dentro de un edificio durante el ataque de los terroristas. El ejército filipino también recuperó la alcaldía y la Universidad Estatal de Mindanao.

### 25 de mayo

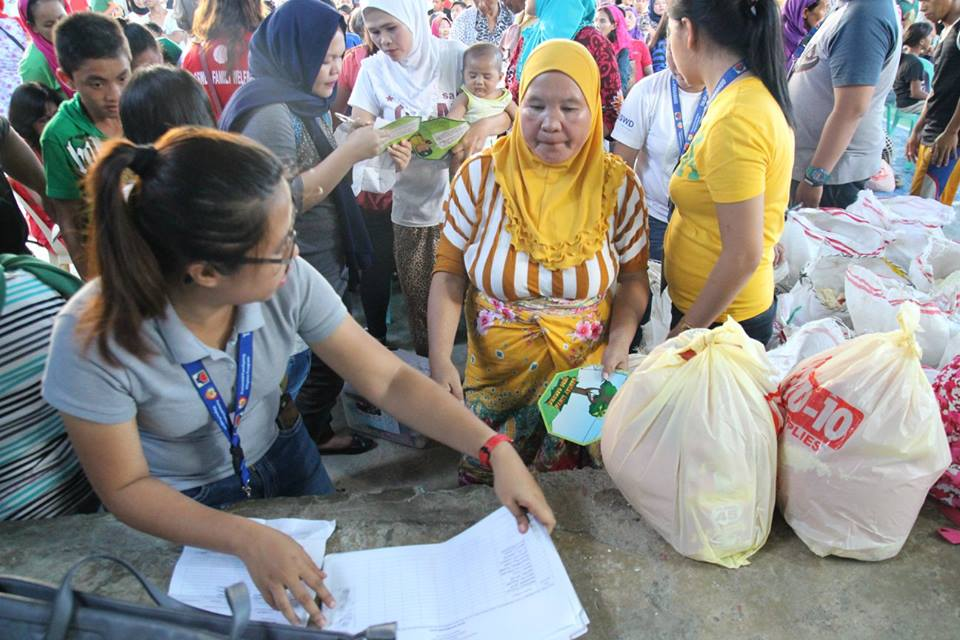
Personas evacuadas de Marahui

El 25 de mayo de 2017, nuevos combates tuvieron lugar cerca del Capitolio Provincial de Lanao del Sur en el centro de la ciudad de Marahui. Los combatientes del Grupo Maúte y Abu Sayyaf vestidos de negro todavía fueron vistos en las principales carreteras y los puentes de la ciudad. Los  guerrilleros yihadistas también supuestamente tomaron el control de la Cooperativa Eléctrica Lanao del Sur en la aldea Gadungan.
La AFP dijo que aún había de 30 a 40 miembros restantes del grupo Maúte en la ciudad y que Isnilon Totoni Hapilon todavía estaba en Marahui. El Ejército filipino lanzó ataques aéreos  quirúrgicos en tres pueblos en los que se habían detectado miembros de grupos yihadistas.
El Ejército de Filipinas anunció que había retomado el control de la ciudad de Marahui, en la sureña isla de Mindanao, tras los combates contra grupos yihadistas próximos al Estado Islámico (EI). «Tenemos la ciudad bajo control y hemos tomado el mando de las principales instalaciones, incluido el hospital», indicó el teniente coronel Jo-ar Herrera, portavoz de la 1ª División de Infantería de las Fuerzas Armadas. El militar aseguró que de momento habían cesado los combates entre el Ejército y los extremistas, aunque aclaró que todavía faltaba «despejar algunas zonas» de la capital de la provincia de Lanao del Sur.
La batalla terminó el 16 de octubre con la muerte del líder del grupo Estado Islámico (antiguo Abú Sayyaf) Isnilon Totoni Hapilon.

## Fallecidos
Al menos 21 personas murieron y 31 resultaron heridas en los combates de Marahui, ciudad de Filipinas de la que las fuerzas gubernamentales filipinas expulsaron a los militantes del grupo terrorista Maúte. La cifra incluye a 13 militantes yihadistas del Grupo Maúte. En los enfrentamientos también fallecieron cinco soldados, dos policías y 31 soldados resultaron heridos, según el portavoz militar

## Desplazados
Miles de civiles filipinos abandonaron la ciudad de Marahui escapando de los combates entre militantes yihadistas y fuerzas militares y policiales de la República de Filipinas.

Corredor de desplazados creados por el Frente Islámico de Liberación Mora (aliado del gobierno) para brindar un escape a los civiles de Marahui.

## Reacciones

### Reacciones Gubernamentales

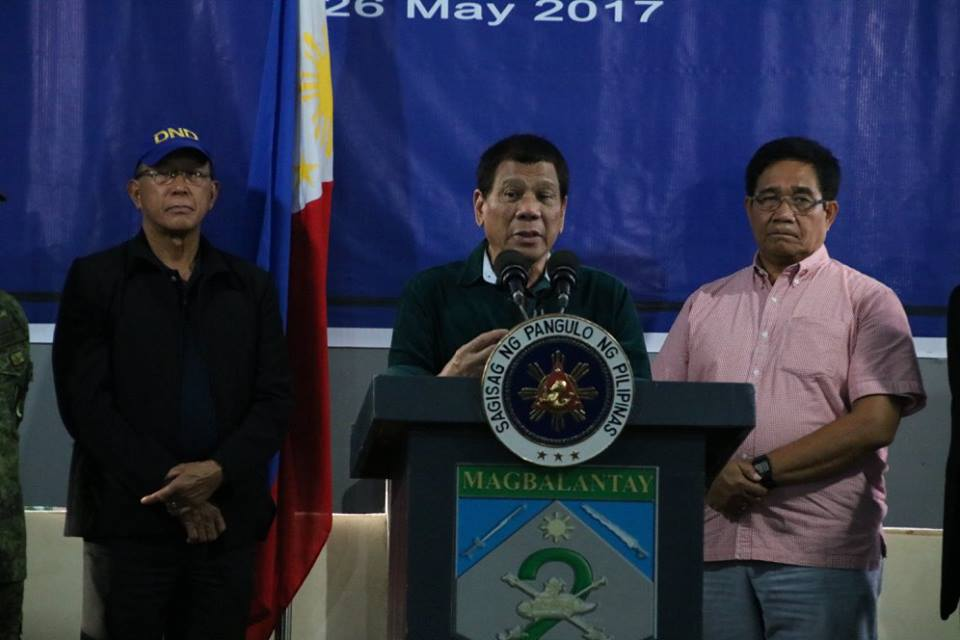
El Presidente filipino Rodrigo Duterte ordenando la ley marcial sobre la provincia de Lánao del Sur.

El presidente de Filipinas, Rodrigo Duterte, acortó su visita a Rusia y ha decretado la ley marcial en toda la isla de Mindanao (al sur del archipiélago) después de que un grupo de milicianos vinculados al Estado Islámico asaltaran diversas áreas de la ciudad filipina de Marahui. En Filipinas el portavoz del presidente, Ernesto Abella, anunció la medida en una comparecencia difundida por la televisión.
La vicepresidenta Leni Robredo pidió la unidad mientras las tropas del gobierno continúan participando en un combate contra un grupo terrorista local en Marahui.

### Reacciones de los medios de comunicación social

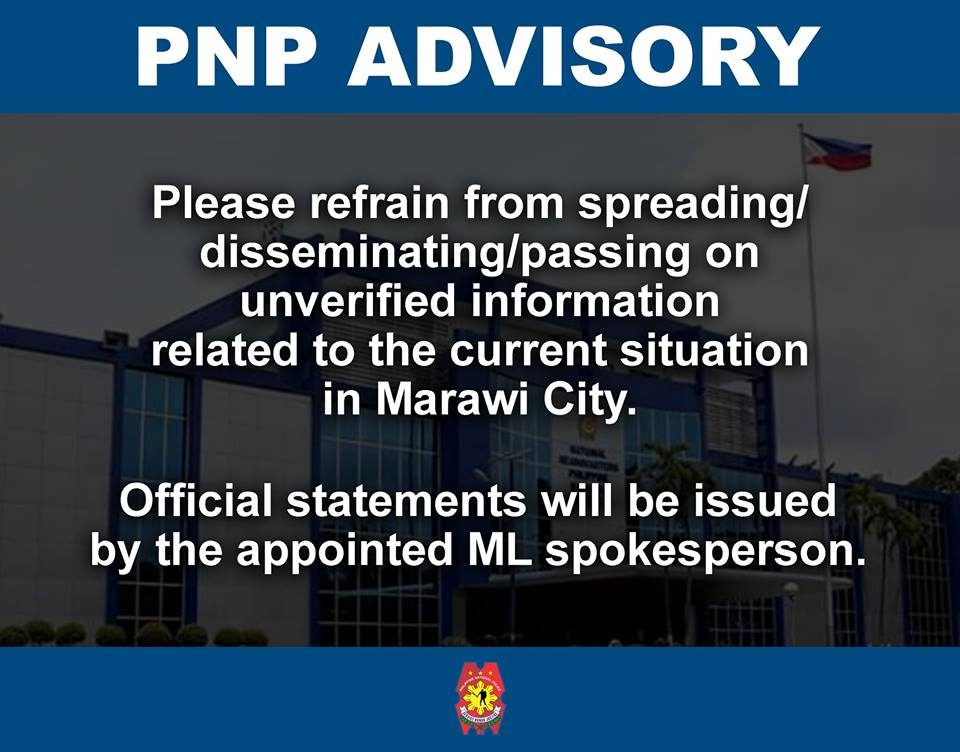
Mensaje de la Policía Nacional Filipina en donde piden precaución en las zonas controladas por el gobierno en Marahui.

Las reacciones a la declaración del estado de sitio fueron diversas en las redes sociales. Las redes sociales reflejaban las oraciones en medio de informes de grupo terrorista Maúte había capturado instalaciones públicas y privadas, el 23 de mayo de 2017 por la tarde con el hashtag #PrayForMarawi era tendencia en las redes sociales. En medio de informes no confirmados de decapitación y secuestros, el portavoz de PNP, Dionardo Carlos, apeló en una rueda de prensa dirigida al público para limitar «a lo que ellos saben lo que ven» al hacer posts relevantes para el incidente de Marahui en los medios sociales. Numerosas personalidades filipinas de la TV han expresado sus reacciones al choque continuo entre las fuerzas del gobierno y los grupos terroristas en Mindanao. Algunas celebridades de Pinoy también pidieron la unidad a pesar de la división en alianzas políticas.

### Reacciones de Organizaciones Religiosas
El presidente de la Conferencia Episcopal de Filipinas pidió rezar por la situación en Marahui después de informarse que los guerrilleros islámicos secuestraron un cura y algunos feligreses en Marahui. El presidente de la CBCP también pidió a las fuerzas gubernamentales que "la seguridad de los rehenes era una consideración primordial", asegurando al mismo tiempo que se mantenga la ley.
El Centro Filipino para el Islam y la Democracia condenó los actos de los grupos yihadistas diciendo que sus actos eran contrarios a las enseñanzas del islam. El grupo musulmán señaló que el incidente se produjo en el momento en que los musulmanes se estaban preparando para el Ramadán, clasificando los actos de los militantes radicales islámicos como más atroces.